# Diocesi di Bentiu
La diocesi di Bentiu (in latino Dioecesis Bentiuensis) è una sede della Chiesa cattolica nel Sudan del Sud suffraganea dell'arcidiocesi di Giuba. Nel 2024 contava 621.643 battezzati su 1.131.886 abitanti. È retta dal vescovo Christian Carlassare, M.C.C.I.

## Territorio
La diocesi comprende lo stato sud-sudanese di Unità e l'area amministrativa di Ruweng.
Sede vescovile è la città di Bentiu, dove si trova la cattedrale di San Martino de Porres.
Il territorio si estende su una superficie di 37.836 km² ed è suddiviso in 7 parrocchie.

## Storia
La diocesi è stata eretta da papa Francesco il 3 luglio 2024 con la bolla Opera fidei, ricavandone il territorio dalla diocesi di Malakal.

## Cronotassi dei vescovi
- Christian Carlassare, M.C.C.I., dal 3 luglio 2024

## Statistiche
La diocesi alla data dell'erezione su una popolazione di 1.131.886 persone contava 621.643 battezzati, corrispondenti al 54,9% del totale.
| anno | popolazione | popolazione | popolazione | presbiteri | presbiteri | presbiteri | presbiteri                | diaconi | religiosi | religiosi | parrocchie |
| anno | battezzati  | totale      | %           | numero     | secolari   | regolari   | battezzati per presbitero | diaconi | uomini    | donne     | parrocchie |
| ---- | ----------- | ----------- | ----------- | ---------- | ---------- | ---------- | ------------------------- | ------- | --------- | --------- | ---------- |
| 2024 | 621.643     | 1.131.886   | 54,9        | 11         | 7          | 4          | 56.513                    |         |           |           | 7          |